# جيمي ستيوارت (لاعب كريكت)
جيمي ستيوارت (22 أغسطس 1970 في أستراليا - ) (بالإنجليزية: Jamie Stewart)‏ هو لاعب كريكت أسترالي.

## وصلات خارجية
- جيمي ستيوارت (لاعب كريكت) على موقع إي آس بي آن كريك إنفو (الإنجليزية)